# Zen Car

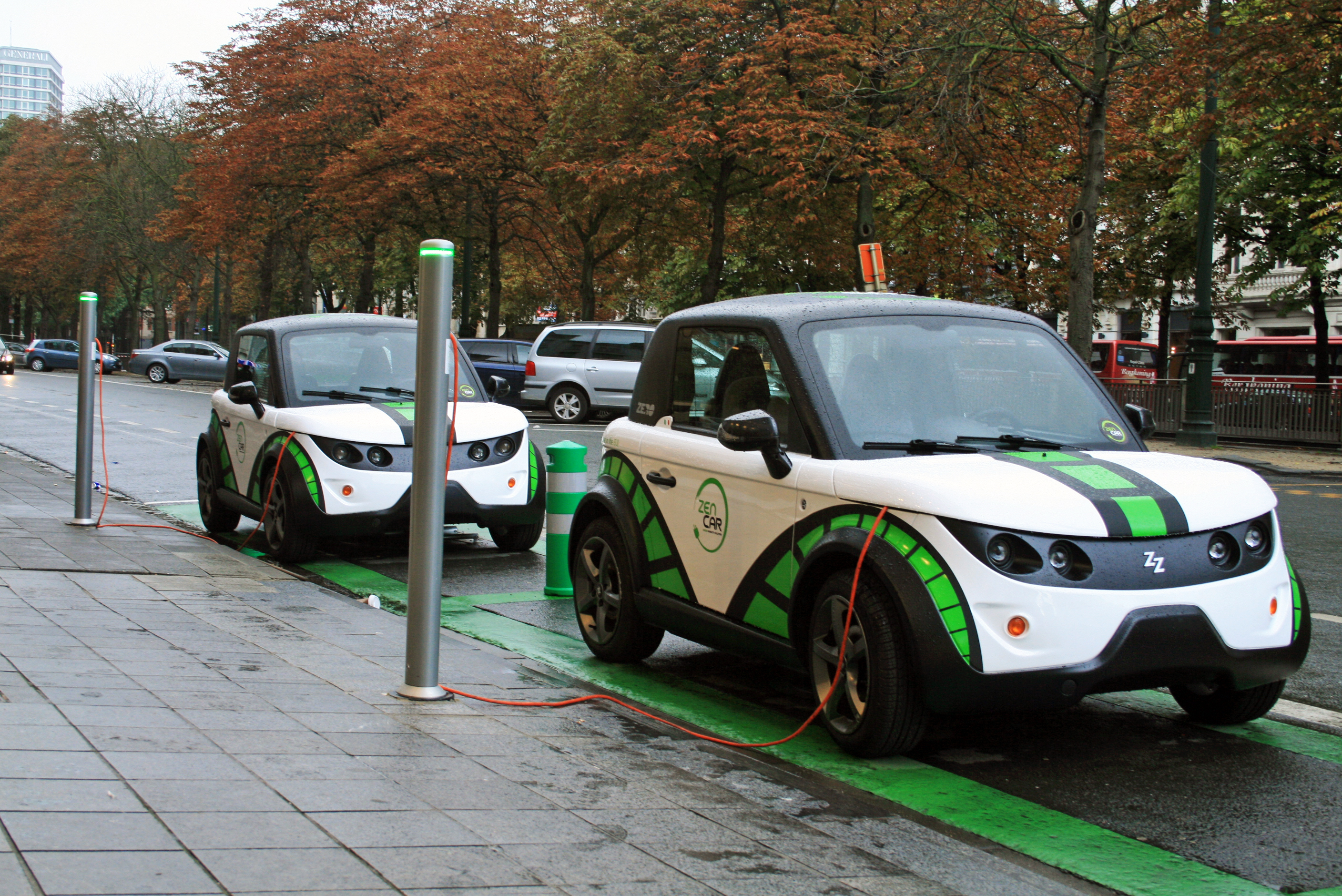
Twee Tazzari Zero van het Zen Car, die opladen aan de Louizalaan in Brussel.

Zen Car was een in 2010 opgericht Brussels bedrijf, dat elektrische auto's in Brussel verhuurde volgens een systeem van autodelen.
Het bedrijf gebruike hiervoor de Tazzari Zero, Mitsubishi iMiEV, Renault ZOE, Renault Kangoo Z.E. en BMW i3 (met Range Extender (Rex)). Zen Car had ook een samenwerking afgesloten met het parkeerbedrijf Interparking voor gratis toegang voor hun klanten (alsook toegang tot de laadpalen in deze parkings) en een samenwerking met Blue Corner voor gratis toegang voor haar klanten bij de Belgische laadpalen van deze aanbieder.
Het bedrijf kwam nooit echt van de grond. In december 2020 werden de activiteiten definitief stopgezet.